# 埼玉県立富士見高等学校
埼玉県立富士見高等学校（さいたまけんりつふじみこうとうがっこう）は、埼玉県富士見市に位置する県立高等学校である。通称は富士高。

## 概要
市名を冠した県立高校だけに地域に根ざした学校を目指している。長期休業中に補講や考査一週間前から、考査対策の補講が組まれ、体験プログラムでは、アドベンチャープログラムにおいて冒険を体験し、上級学校で体験授業を受けたり、企業では、就業体験などが実施されている。
毎朝に教員が校門で挨拶と指導を行い、月に一度、PTAあいさつ運動を実施している。駅からはかなり離れていて県立福岡高校が近くにあったが2013年に閉校している。生徒の大半は市内など近くから通学している。

### 教育方針
教育基本法及び関係諸法令に則り、豊かな人間性や社会性、及び国際社会に生きる日本人としての自覚を育成し、自ら学び、自ら考える力を育成することを目標とする。そのために、規律ある充実した高校生活を送れるようにするとともに、基礎基本の確実な定着と学力の伸長を期する。
目指す学校像　「規律ある落ち着いた環境で、生徒一人一人にきめ細やかに指導を行い、地域に開かれ信頼される学校」

## 沿革
- 1976年 - 埼玉県立富士見高等学校として開設され、校章などを制定。（開設準備室は県立川越女子高等学校内）
- 1977年 - 校旗・校歌が制定される。新校舎へ移転し、HR・管理棟完成。
- 1978年 - 特別教室棟・体育館が完成。
- 1981年 - 学生ホールが完成。
- 1983年 - 第1回楓樹祭（文化祭）を開催。
- 1984年 - 格技場落成。
- 1987年 - 記念館（クラブハウス）完成。
- 1988年 - 本校最多の11学級編成となる。
- 1993年 - 国際文化コース設置。
- 2000年 - 国際文化コース募集停止。
- 2005年 - 創立30周年記念式典。
- 2015年 - 創立40周年記念式典、エアコン設備完備。
- 2023年-大学クラス設置。
- 2026年-創立50周年記念式典

## 学校生活

### 生徒指導
「規律ある中で充実した高校生活」を学校の目標としている。毎朝、教師らが正門に立ち、挨拶と指導を行う。頭髪や服装に関しては厳しい指導を徹底し、遅刻欠席者を減らすため、月に一度遅刻指導を行ったり、五分前着席の徹底を図っている。また、いじめや暴力事件を0にするため、休み時間には教員が校舎内を巡回している。

### 授業
国数英においては、全学年に習熟度別授業を実施。カリキュラムはいたって普通であり、一人一台PCを使う、IT教育分野の技術と資格と情報の授業に力を入れている。2年からの選択授業では生徒の進路希望どに向対応した科目がり、国語表現・古典・簿記・ビジネス情報・生活と福祉・フードデザイン・情報処理などがある。

### 文化祭
「楓樹祭」という名がつけられている。毎年9月に行われる。

### マラソン大会
体育の一環として男子10km・女子5kmマラソンがある。
男子は75分・女子は45分以内に走りきらなかった場合は追走も行われる。

## 学校行事
体育祭、球技大会、楓樹祭、マラソン大会、予餞会などが主な行事である。

## 部活
運動部、文化部があり、それぞれ活動をしている｡

### 運動部
- 硬式野球部

最高成績 07春県準優勝 07春関東ベスト8 07夏県ベスト4
- 陸上競技部
- バスケットボール部
- 卓球部
- 硬式テニス部
- バレーボール部
- 自転車競技部
- サッカー部
- 柔道部
- ソフトボール部
- 剣道部
- 空手道部

### 文化部
- 演劇部
- 写真部
- 吹奏楽部
- 美術部
- 家庭科部
- 漫画研究部
- 書道部
- 合唱部
- 放送部
- 英語部
- 茶道部
- 理科部

## 施設
- 普通教室棟
- 特別教室棟
- 体育館
- 格技場（2階建）
- 記念館（記念館ホール トレーニング室）
- 野球グラウンド
- グラウンド（サッカー・陸上など共用）
- テニスコート（5面）

## 通学手段
- 最寄駅は東武東上線鶴瀬駅東口から富士見市内循環バス（ふれあい号）山室会館・富士見高校線、難波田城公園入口線、又は老人センター線乗車、「富士見高校」下車（21分170円）。
- 東武東上線志木駅東口から志木駅東口から東武バスウエスト「富士見高校」行き（運行本数が少なく、時間帯によっては全く無い時間帯もある）。
- 自転車通学は届出制である。

## 著名な卒業生
- 桜樹ルイ - セクシー女優
- 菅野孝憲 - プロサッカー選手
- 尾上若葉 - セクシー女優
- 吉永昇偉 - プロサッカー選手